# Karolingischer Reichskalender
Als karolingischer Reichskalender wird ein mittelalterlicher Kalendertyp bezeichnet, der im Kontext der karolingischen Reformbemühungen des 8. Jahrhunderts entstanden sein soll. Der Begriff wurde von dem deutschen Mediävisten Arno Borst geprägt.

## Entstehung und Verbreitung
Die römisch-antike Gattung des Kalenders hatte in Westeuropa den Umbruch zum Frühmittelalter nicht überlebt. Für die Zeit vom 4. bis zum 7. Jahrhundert sind keine lateinischen Tageskalender überliefert. Was blieb, waren komputistische Schriften, Ostertafeln und Martyrologien, die der Festlegung des christlichen Festkalenders und der sakralen Erinnerungskultur dienten. Zeit unterstand „im ganzen wie im einzelnen der unbedingten Verfügung Gottes.“ Ab der Mitte des 8. Jahrhunderts setzte jedoch ein Wandel der Zeitwahrnehmung ein. Mönche begannen, für die sakrale Ordnung unbedeutende Ereignisse, wie die Anfänge der Jahreszeiten oder politische Jahrestage neben geistlichen Gedenktagen zu vermerken.
Nach Überzeugung von Borst entstand der Prototyp des karolingischen Reichskalenders 789 im Kloster Lorsch unter der Ägide von Abt Richbod, der zum engeren Beraterkreis Karls des Großen gehörte. Eine Verbindung zum Reformprogramm des Kaiserhofes liegt auch deshalb nahe, weil Karl an Fragestellungen der Zeitrechnung allgemein sehr interessiert war und verschiedentlich forderte, dass Priester über komputistische Grundkenntnisse verfügen sollten. Der neue Kalender entwickelte sich fortan weiter und setzte sich in seinen verschiedenen Ausführungen im lateinischen Europa bis hin ins 12. Jahrhundert durch.

## Überlieferung
Arno Borst berücksichtigt für seine Edition 250 Kalenderhandschriften, die aus dem 9. bis 12. Jahrhundert stammen. Er unterteilt diese nach räumlichen und zeitlichen Kriterien in acht Überlieferungsgruppen (A–H). Als Leithandschrift dient ihm eine um 840 in Prüm angefertigte Handschrift, die heute in der Staatsbibliothek zu Berlin liegt (Phillipps 1869, fol. 1r–11v), und die Borst direkt auf den Lorscher Prototypen von 789 zurückführt.

## Aufbau
Der Kalender besteht aus einem Sonnen- sowie einem beigefügten Mondkalender. Den einzelnen Monaten gehen Kopfzeilen voraus, die die Monatseinträge voneinander absetzen und Angaben zur Anzahl der Tage, Tageslänge und Tierkreiszeichen enthalten. Es folgt ein Vorspann, der u. a. den lateinischen Kalender mit dem griechischen, hebräischen und ägyptischen Kalendersystem in Bezug setzt und den Monatsnamen etymologisch herleitet. Schließlich folgt der eigentliche Tageskalender mit dreigeteilter Tageszeile: die erste Spalte enthält Kennzahlen und -buchstaben (Goldene Zahl, siderische und synodische Mondbuchstaben), in der zweiten Spalte folgt die römische Tagesangabe, die dritte Spalte (Festzone) ist insbesondere für christliche Heiligenfeste, aber auch profane Daten wie den Geburtstag Karls des Großen am 2. April oder Angaben zu Unglückstagen, reserviert.
Zu beachten ist, dass die einzelnen Kalenderhandschriften sich zum Teil erheblich in ihrer Ausführung unterscheiden. So enthält etwa die als A4 bezeichnete Kalenderhandschrift nur eine einfache Kopfzeile, die das Tierkreiszeichen und die Anzahl der Tage des betreffenden Monats angibt, Vorspann und Fußzeile fehlen ganz.
Auf Grund der großen Abweichungen der verschiedenen Redaktionen des Kalenders voneinander vermied es Borst den gebräuchlichen Begriff des Archetypen zu verwenden und sprach stattdessen im Zusammenhang mit dem Lorscher Kalender von einem Prototyp, aus dem heraus sich die verschiedenen Überlieferungsstränge entwickelt hätten.

## Kritik an Borsts Konzeption
Borsts Kalenderedition hat in der Fachwelt Zustimmung, jedoch auch von verschiedenen Seiten Kritik erfahren.
Die drei Hauptkritiker Paul Meyvaert, Donald Bullough und Brigitte Englisch teilten zwar manche der Grundannahmen Borsts, gingen aber von anderen Ausgangspunkten aus. Englisch edierte die von Borst A4 genannte Kalenderhandschrift. Sie hielt diese ebenfalls für karolingisch, glaubte aber an eine Entstehung desselben in einer frühen Phase karolingischer Reformversuche im Umkreis der Synode von Soissons 744. Dagegen gingen Meyvaert und Bullough von einer angelsächsischen Herkunft des Kalenders aus. Meyvaert zufolge handelt es sich beim Reichskalender eigentlich um den verloren geglaubten Kalender Bedas, auf den dieser in seinem Werk De temporum ratione verwies. Dieser sei von Alkuin aus England an den karolingischen Hof gebracht worden, nachdem dieser bereits seit Längerem v. a. in England und Irland im Umlauf gewesen sei. Dem Hof Karls des Großen käme demnach lediglich die Rolle zu, die Verbreitung des Kalenders auf dem Kontinent vorangetrieben zu haben. Demgegenüber nahm Borst an, der karolingische Kalender habe den Kalender Bedas verdrängt.
Borst setzte sich mit der Kritik von Meyvaert, Bullough und Englisch 2004 ausführlich in monographischer Form auseinander.

### Edition
- Der karolingische Reichskalender und seine Überlieferung bis ins 12. Jahrhundert, hg. v. Arno Borst, 3 Bd., Hahnsche Buchhandlung, Hannover 2001 (MGH Libri mem. 2).

### Sekundärliteratur
- Arno Borst: Der Streit um den karolingischen Kalender, Hahnsche Buchhandlung, Hannover 2004 (MGH Studien und Texte; 36).
- Arno Borst: Die karolingische Kalenderreform, Hahnsche Buchhandlung: Hannover 1998 (MGH Schriften; 46).
- Arno Borst: Computus. Zeit und Zahl in der Geschichte Europas, Wagenbach Verlag, 3. Aufl., Berlin 2004.
- Donald A. Bullough: Alcuin. Achievement and Reputation, Brill, Leiden u. a. 2002 (Education and Society in the Middle Ages and Renaissance; 16).
- Michel Bur: Rezension zu: Der karolingische Reichskalender und seine Überlieferung bis ins 12. Jahrhundert, hg. v. Arno Borst in: Revue d’Histoire ecclésiastique Nr. 97,2, 2002, S. 174–175.
- Immo Eberl: Rezension zu: Der karolingische Reichskalender und seine Überlieferung bis ins 12. Jahrhundert, hg. v. Arno Borst, in: Schweizerische Zeitschrift für Geschichte Nr. 53, 2003, S. 463–464.
- Brigitte Englisch: Zeiterfassung und Kalenderproblematik in der frühen Karolingerzeit: Das Kalendarium der Hs. Köln DB 83-2 und die Synode von Soissons 744, Thorbecke, Stuttgart 2002 (Instrumenta; 8).
- Yitzak Hen: Rezension zu: Der karolingische Reichskalender und seine Überlieferung bis ins 12. Jahrhundert, hg. v. Arno Borst, in: Francia Nr. 31, 2004, S. 289–290.
- Paul Meyvaert: Discovering the Calendar (Annalis Libellus) attached to Bede’s own Copy of "De temporum ratione", in: Analecta Bollandiana Nr. 120, 2002, S. 5–64.
- Wesley M. Stevens: Rezension zu: Der karolingische Reichskalender und seine Überlieferung bis ins 12. Jahrhundert, hg. v. Arno Borst, in: Cahiers de Civilisation médiévale Nr. 47, 2004, S. 384–387.
- Steven Vanderputten: Rezension zu: Der karolingische Reichskalender und seine Überlieferung bis ins 12. Jahrhundert, hg. v. Arno Borst, in: Le Moyen Âge. Revue d’Histoire et de Philologie Nr. 110, 2004, S. 1089.
- Werner Sulzgruber: Zeiterfahrung und Zeitordnung vom frühen Mittelalter bis ins 16. Jahrhundert, Hamburg 1995.